# かぐや姫フォーエバー
『かぐや姫フォーエバー』（かぐやひめフォーエバー）は、かぐや姫の2枚組解散アルバムである。

## 解説
- 「神田川」「赤ちょうちん」といったヒット曲をはじめ、かぐや姫の代表曲が収録されている。
- ライブ・バージョンで発表されていた曲など、6作品が新録音で収録された。
- 「神田川」は、シングル向けに作成されたバージョンではなく、『かぐや姫さあど』のアルバム・バージョンが収録された。

## 収録曲

### Disc 1
1. この秋に 作詞 喜多条忠/作曲 南こうせつ（新録音）
2. 君がよければ 作詞・作曲 山田つぐと
3. ひとりきり 作詞・作曲 南こうせつ
4. ペテン師 （ライブ音源） 作詞 喜多条 忠/作曲 伊勢正三（ライブ・レコーディング）
5. 赤ちょうちん 作詞 喜多条忠/作曲 南こうせつ
6. あの日のこと 作詞・作曲 山田つぐと
7. マキシーのために 作詞 喜多条 忠/作曲 南こうせつ
8. あてもないけど 作詞 山田つぐと/作曲 南こうせつ
9. うちのお父さん 作詞・作曲 南こうせつ
10. 眼をとじて 作詞・作曲 山田つぐと（新録音）
11. 加茂の流れに （ライブ音源） 作詞・作曲 南 こうせつ（ライブ・レコーディング）
12. けれど生きている 作詞 山田つぐと/作曲 南こうせつ
13. 僕の胸でおやすみ 作詞・作曲 山田つぐと

### Disc 2
1. 神田川 作詞 喜多条忠/作曲 南こうせつ（アルバム・バージョン）
2. 雪が降る日に 作詞 伊勢正三/作曲 南こうせつ
3. おもかげ色の空 作詞 伊勢正三/作曲 南こうせつ（新録音）
4. こもれ陽 作詞・作曲 山田つぐと
5. 今はちがう季節 作詞 伊勢正三/作曲 南こうせつ（新録音）
6. 突然さよなら 作詞・作曲 南こうせつ
7. 22才の別れ 作詞・作曲 伊勢正三
8. あの人の手紙 作詞 伊勢正三/作曲 南こうせつ（新録音）
9. アビーロードの街 作詞 伊勢正三/作曲 南こうせつ
10. なごり雪 作詞・作曲 伊勢正三
11. 黄色い船 作詞・作曲 山田つぐと
12. 妹 作詞 喜多条 忠/作曲 南こうせつ
13. 好きだった人 作詞 伊勢正三/作曲 南こうせつ（新録音）

（「おもかげ色の空」のフレーズが、メドレー形式で演奏される）

## 参加ミュージシャン
- 吉田拓郎
- 石川鷹彦
- 木田高介
- 松任谷正隆
- 小山恭弘
- 田中清司
- チト河内
- 後藤次利 他